# Valestrand
Valestrand is een plaats in de Noorse gemeente Sveio in fylke Vestland. Tussen 1868 en 1964 was het een zelfstandige gemeente. Het dorp ligt in het noorden van de gemeente Sveio aan de E39. Valestrand heeft een houten kerk uit 1873.